# امانوئل اوبلیتی
امانوئل اوبلیتی (انگلیسی: Emmanuel Oblitey؛ زادهٔ ۵ فوریهٔ ۱۹۳۴) بازیکن فوتبال اهل غنا بود.
وی همچنین در تیم ملی فوتبال غنا بازی کرده‌است.